# Roger Bastin
Pour les articles homonymes, voir Bastin.
Roger Bastin, né à Couvin (Belgique) le 13 août 1913 et décédé à Namur le  14 novembre 1986, est un architecte belge. Il a particulièrement contribué à l'aspect actuel de Namur, où il avait son atelier, mais sa renommée s'est étendue à la Belgique et à l'étranger. Il fut membre de l'Académie royale de Belgique.

## Biographie
Roger Bastin est né le 13 août 1913 à Couvin, en province de Namur.
Entre 1925 et 1931, le jeune Roger fait ses humanités au collège-séminaire de Floreffe. On lui trouvait des dons pour le dessin ce qui lui permit d’entreprendre des études d’architecture alors qu’il se destinait plutôt à la  peinture. Durant l’année 1931-1932, il fit une année préparatoire à l’Institut Saint-Luc à Tournai avant d’entrer à La Cambre à Bruxelles, qui venait d’être fondé par Henry Van de Velde. Le jeune Roger Bastin apprit aux contacts de deux professeurs d'envergure : Victor Bourgeois et Raphaël Verwilghen.
C’est à cette époque que Jacques Dupuis entre à l'ENSA, alors que Roger Bastin y entamait sa dernière année. Ils se sont vite liés d'amitié. Bastin est contacté par Raphaël Verwilghen, alors à la tête du commissariat général à la restauration du pays. À la demande de Henry Van de Velde, il accepte un poste de conseiller artistique pour la province de Namur. Il développe néanmoins ses projets personnels. Roger Bastin et Jacques Dupuis collaboreront ensemble à partir de 1945 et cesseront vers 1952 sans pour autant abandonner l'amitié qui les lie. À partir de cette époque, Roger Bastin exerce seul ou avec l'aide de divers collaborateurs : Pierre Lamby, qui réalisera entre autres des perspectives pour un très grand nombre de projets ; Guy Van Oost, son collaborateur principal, spécialiste des questions constructives.
Il réalise tout au long de sa carrière de nombreux projets d’envergure, tels que : le collège du Saint-Esprit d'Usumbura (Bujumbura), le Musée Royal de Mariemont, le controversé Musée d’Art moderne de Bruxelles, les Facultés universitaires à Namur, dont la Bibliothèque Moretus Plantin, l’Institut de Botanique au Sart Tilman (Université de Liège), mais aussi de nombreux projets d'habitats privés ou d’édifices religieux. C’est également lui qui se charge de la rénovation de l’Arsenal de Namur.
Il est élu membre de l’Académie royale de Belgique en 1969.
Roger Bastin meurt à Namur le 14 novembre 1986.

## Récurrences et style
Roger Bastin est un architecte moderne. Bien qu'il ne soit pas de la même génération que des grands noms de l’architecture moderne tels que Le Corbusier ou Victor Bourgeois, les grandes idées de cette époque de l’architecture se retrouvent chez Bastin : la fonctionnalité liée à la forme, la fluidité des espaces, volumétrie simple, assemblage de formes sous la lumière, l’asymétrie des bâtiments, la rationalité, l’usage du béton ainsi que l’intégration de l'art dans les réalisations architecturales. Il fut grandement influencé par les architectes Gunnar Asplund et Alvar Aalto.
La lumière est capitale. L’architecte réussit à capter la lumière et à la faire rayonner, à jouer avec elle pour ajouter de la qualité ou une ambiance propre aux espaces.
Le point de départ de son architecture est d'abord le dialogue avec le maître de l'ouvrage et ensuite les fonctions que celui-ci doit abriter suivront. Les façades extérieures sont travaillées une fois le plan établi. Elles ne sont que les résultantes des intentions spatiales, volumétriques et de lumière à l’intérieur de l’édifice. La fluidité spatiale est très importante dans les plans de Roger Bastin. Les auditoires posés tête-bêche de la faculté de droit à Namur en témoignent de cela. La problématique du seuil est une préoccupation importante chez l’architecte, tout comme celle de l’implantation du bâtiment dans le paysage. L’économie de moyen joue un rôle important. La maison personnelle de Roger Bastin à l'avenue Vauban est un bon exemple : les moellons de pierres servant à réaliser certains murs proviennent du terrain rocheux jugé inutilisable pour la plupart et qu’il a fallu casser pour y implanter la maison. L’architecte sait aussi jouer des échelles : de la petite maison à un musée !
Le béton marque l’influence de Le Corbusier, mais plus généralement des années 50. L’architecte a toujours défendu le béton, malgré les préjugés et l’incompréhension de la plupart des gens. C’est lors d’une de ses dernières conférences qu’il explique clairement son attachement pour le béton brut de décoffrage, sur lequel les veines du bois sont visibles et peuvent donner un caractère, une âme particulière. L’emploi des matériaux bruts traduit la recherche de l’essentiel, l’esthétique est donnée par le seul pouvoir d’expression des matériaux eux-mêmes.
Une autre caractéristique de la modernité chez Bastin est la tendance à ajouter des œuvres d’art aux bâtiments. L’architecte aimait travailler en harmonie avec les artistes. Par exemple : le séminaire de Salzinnes intègre des œuvres d’artistes directement à l’architecture, le grillage fermant l’entrée de la bibliothèque Moretus Plantin de l’Université de Namur est une sculpture de Jorge Dubon.

## Le Musée royal de Mariemont

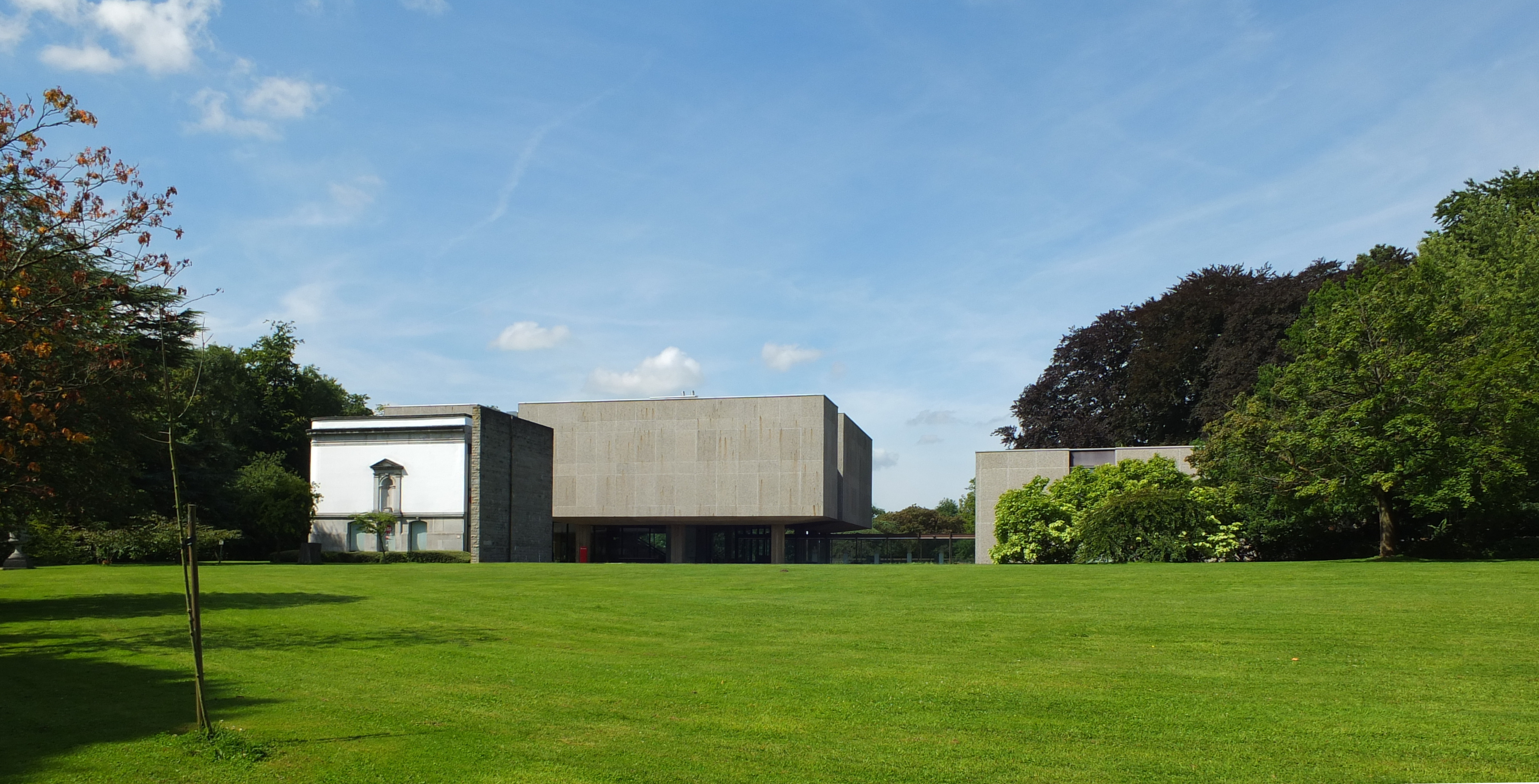
Le Musée royal de Mariemont (1975)

Inspiré par la beauté de la clairière qui s'étend dans le parc de Mariemont à la suite de la démolition du château, l'architecte maintient sous le Musée une grande transparence. Le rez-de-chaussée est donc consacré à l'accueil alors que les salles se trouvent aux niveaux supérieurs ou inférieurs. La transparence de ce niveau permet une continuité du sol et des vues.
Le volume de l'ancien château est maintenu et est intégré à la composition architecturale de Roger Bastin. Elle composition comprend plusieurs volumes, dont l'un partiellement sous terre. Cependant, un volume se démarque très fortement des autres: il est constitué de quatre grandes salles rectangulaires protégeant un hall central. L’articulation de ses volumes se fait par des baies vitrées: espaces de respiration pour les visiteurs ayant la possibilité d'avoir des vues cadrées vers le parc. 
Une galerie transparente relie le hall d'accueil du Musée à un bâtiment annexe qui devait être réservé, au moment de la conception du projet, au conservateur, à l'administration ainsi qu'aux services techniques.
L'ensemble des formes architecturales telles que proposées est rendu possible grâce à l'utilisation du béton armé. Il est laissé brut de décoffrage.

## Le Quartier universitaire de Namur[2]

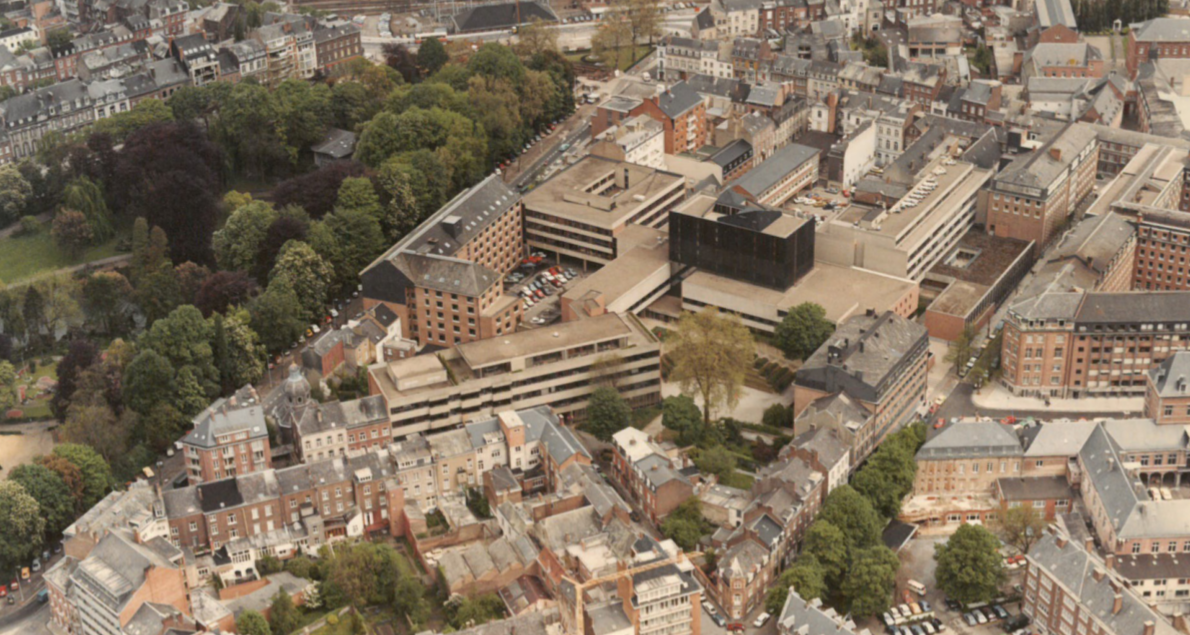
Sur cette photo de 1979, les édifices de Roger Bastin pour le quartier universitaire de Namur sont reconnaissables par leurs façades en béton clair. Un centre, surmonté d'un volume brun en aluminium bronzé s’intégrant au teinte de la ville, la Bibliothèque universitaire, centre de la composition urbanistique et architecturale.

Alors que d'autres villes comme Liège s'inspirant de modèles américains créent des campus universitaires périphériques, les Facultés universitaires de Namur font le choix de rester au cœur de la cité et d’opter pour un style architectural contemporain.

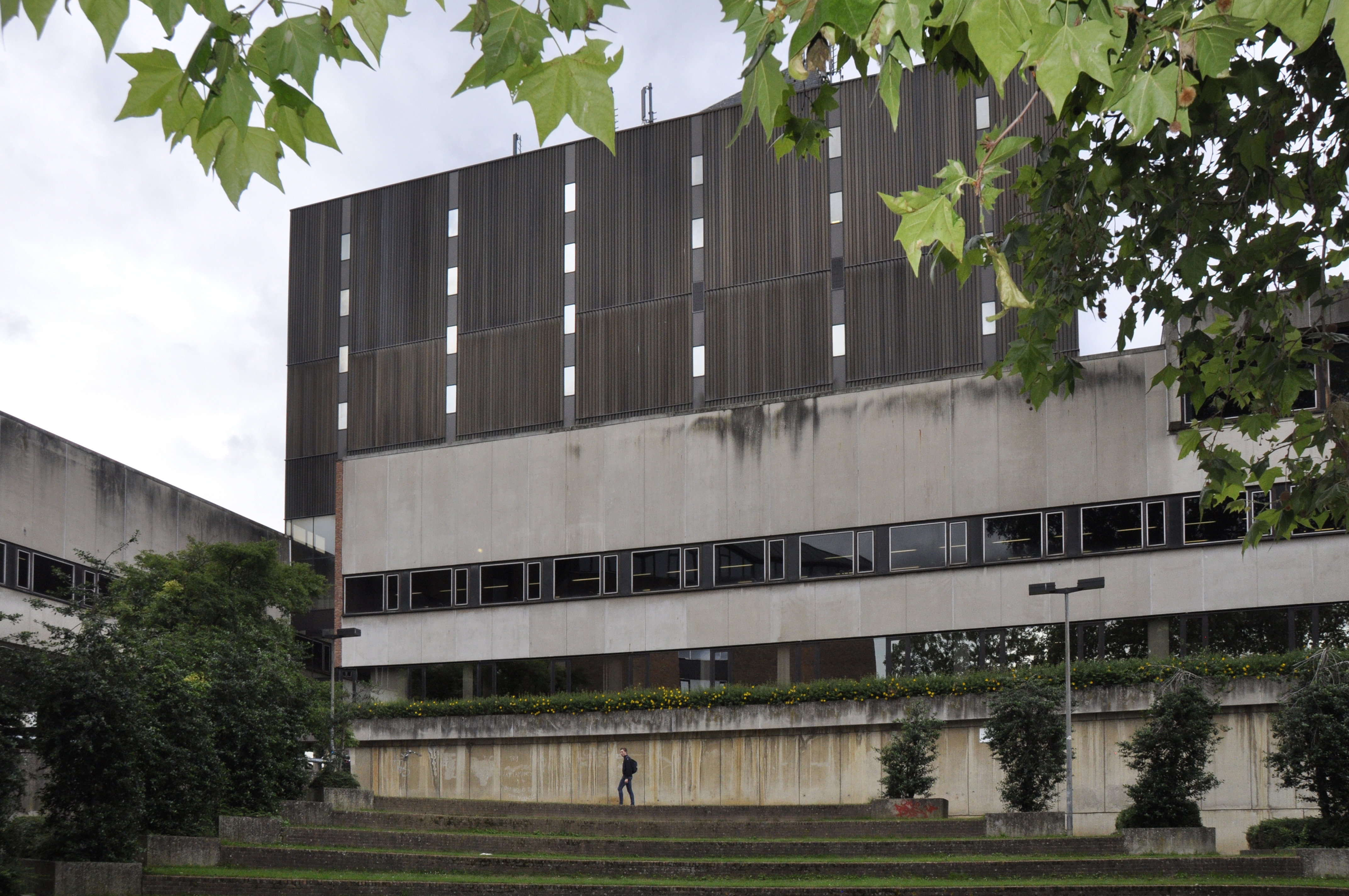
La Bibliothèque Moretus Plantin de l'Université de Namur.

Dans le quartier universitaire, Roger Bastin édifie successivement les facultés de droit et d’informatique (1971-1973), la remarquable Bibliothèque Moretus Plantin (1970-1978), la chapelle des facultés (1976-1977), l’Institut des sciences médicales (1977-1981). Derrière la structure qui fait un large usage du béton et du verre, les espaces architecturaux des édifices de Roger Bastin s’ouvrent sur des volumes et des espaces intérieurs qui s’articulent judicieusement en fonction des besoins.
Les réalisations de Roger Bastin se construisent à l’époque des grandes extensions d’universités. Il s’agit de la conséquence logique du baby-boom d’après guerre. L’architecte élabore dans un premier temps un « master plan » afin d’avoir une vision d’ensemble des différentes interventions. Les édifices que Roger Bastin et son atelier réaliseront sont guidés par quelques grands principes urbanistiques:
Tout d'abord, la continuité des circulations: le nouvel ensemble urbain veille à créer des « porosités » avec pour objectif de drainer les flux urbains vers le quartier universitaire. Ainsi, l’ensemble des bâtiments est totalement traversable à pied, et en voiture. Il ne s’agit pas d’un ensemble fermé. Ensuite, la séparation des circulations mécaniques (automobiles) et piétonnes.

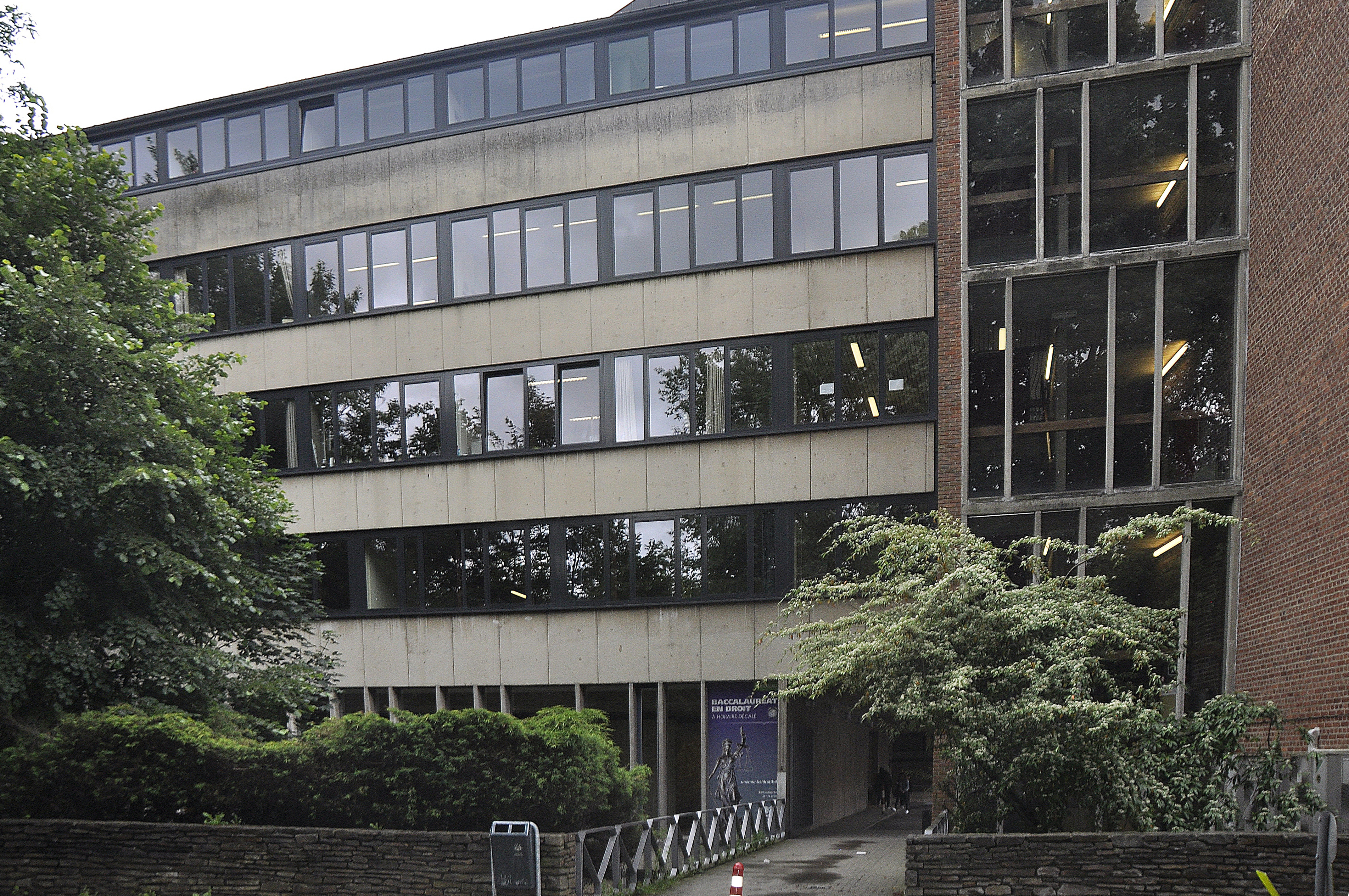
La façade côté Rempart de la Vierge de la Faculté de droit de l'Université de Namur

Le gabarit et la volumétrie des édifices construits (les facultés, la bibliothèque…) viennent compléter le tissu urbain. Contrairement aux principes du mouvement moderne qui préconisent là tabula rasa pur et simple, l’ensemble de Roger Bastin a pour but de compléter le tissu urbain. Les volumes sont positionnés de manière à laisser des espaces vides et ainsi dégager de petites places, des lieux d’urbanités. Un grand forum est aménagé au pied de la bibliothèque. Cette dernière, de volumétrie plus importante, est le centre de la composition. Elle constitue une sorte de phare dans le quartier universitaire. Mis à part cet élément, l'ensemble des bâtiments veille à maintenir des hauteurs raisonnables afin de mettre en valeur les éléments élevés du paysage de la ville: la coupole de la Cathédrale, la tour du Palais de Justice, les clochers de la Ville...
L'architecture fait preuve d’une grande liberté dans l’utilisation de ses matériaux et de ses formes. L’utilisation du béton tranche avec les briques et les pierres de l’environnement immédiat. Cependant, le grand volume de la bibliothèque recouvert d’un bardage en aluminium bronzé s’intègre parfaitement à son contexte.
En ce qui concerne les édifices des Facultés universitaires à proprement parler: les circulations structurent les édifices. De manière générale, les espaces fortement destinés aux étudiants se placent au rez-de-chaussée. Plus l’on monte vers les étages, plus l’intensité des flux diminue. L’héritage de la modernité est facilement repérable avec le niveau des amphithéâtres de la Faculté de droit: ils sont posés tête-bêche telles des formes assemblées, conférant une spécialité renouvelée alors du cheminement et des jeux de perspectives.
Roger Bastin rénove également de 1977 à 1982 l’ancien Arsenal édifié par Vauban en 1692-1693 et classé patrimoine majeur de Wallonie. Ce dernier sera transformé en restaurant pour la communauté académique.

## Réalisations
De manière non exhaustive:
- 1938-1951 : Église Saint-Alène, à Saint-Gilles, Bruxelles (en collaboration avec Jacques Dupuis) ;
- 1946: Maisons à Malmédy, plans d'urbanisation et de restauration;
- 1950-1954: Pont des Ardennes, à Namur;
- 1952-1961: Collège interracial de Bujumbura (Burundi) (aujourd'hui: Université du Burundi);
- 1956-1957: Pavillon du Vatican pour l'Exposition Universelle de Bruxelles de 1958;
- 1958-1967: Grand Séminaire de Namur, à Salzinnes (aujourd’hui, campus provincial)
- 1958-1968: Aménagements du site et Sanctuaire Notre-Dame de Beauraing, à Beauraing[3];
- 1961-1964: Nouvelle aile du Collège-séminaire de Floreffe;
- 1962-1967: Musée royal de Mariemont, à Morlanwelz;
- 1962-1970 : Institut de Botanique de l'université de Liège, au Sart-Tilman;
- 1967-1984: Musée d'art moderne de Bruxelles;
- 1968-1969 : Cyclotron de Louvain-la-Neuve;
- 1970: G.B. Motor Hotel à Wépion;
- 1970-1975: Participation au concours d'idées pour le Grognon, à Namur.
- 1970-1978: Bibliothèque universitaire Moretus Plantin[4], Namur;
- 1971-1973: Facultés de droit et d'informatique, Facultés Notre-Dame de la Paix, Namur;
- 1972-1973: Département de chimie de la Faculté des Sciences, Namur;
- 1972 : Église Saint-Roch, à Bois-de-Villers ;
- 1976: Tour Reyers, Tour de la "Radio-Télévision belge" (RTB), à Schaerbeek (Bruxelles);
- 1977-1982 : Arsenal de Namur, rénovation et extensions du bâtiment édifié par Vauban en 1692-1693.

Réalisations de l'architecte Roger Bastin
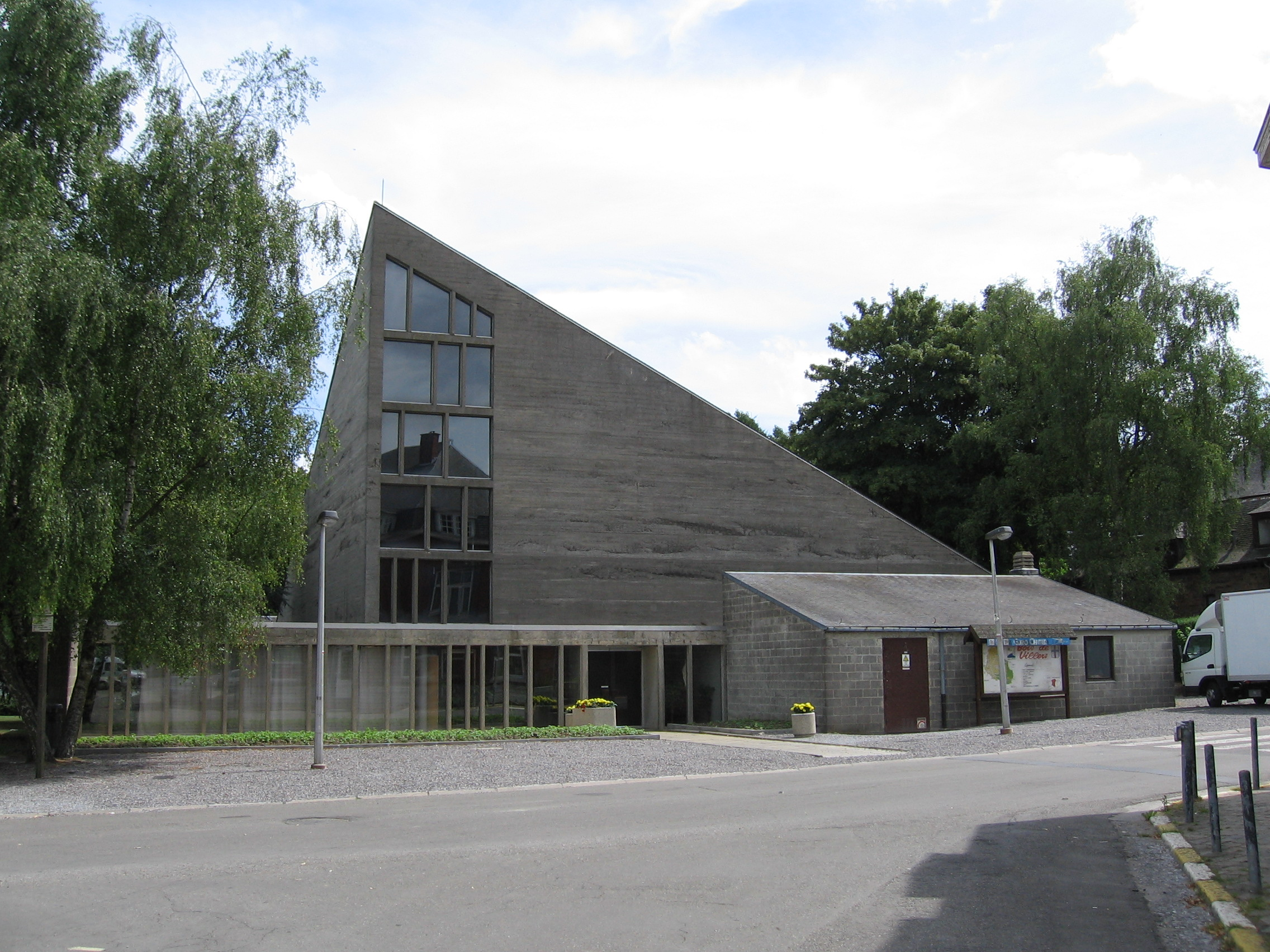
L'église Saint Roch de Bois-de-Villers
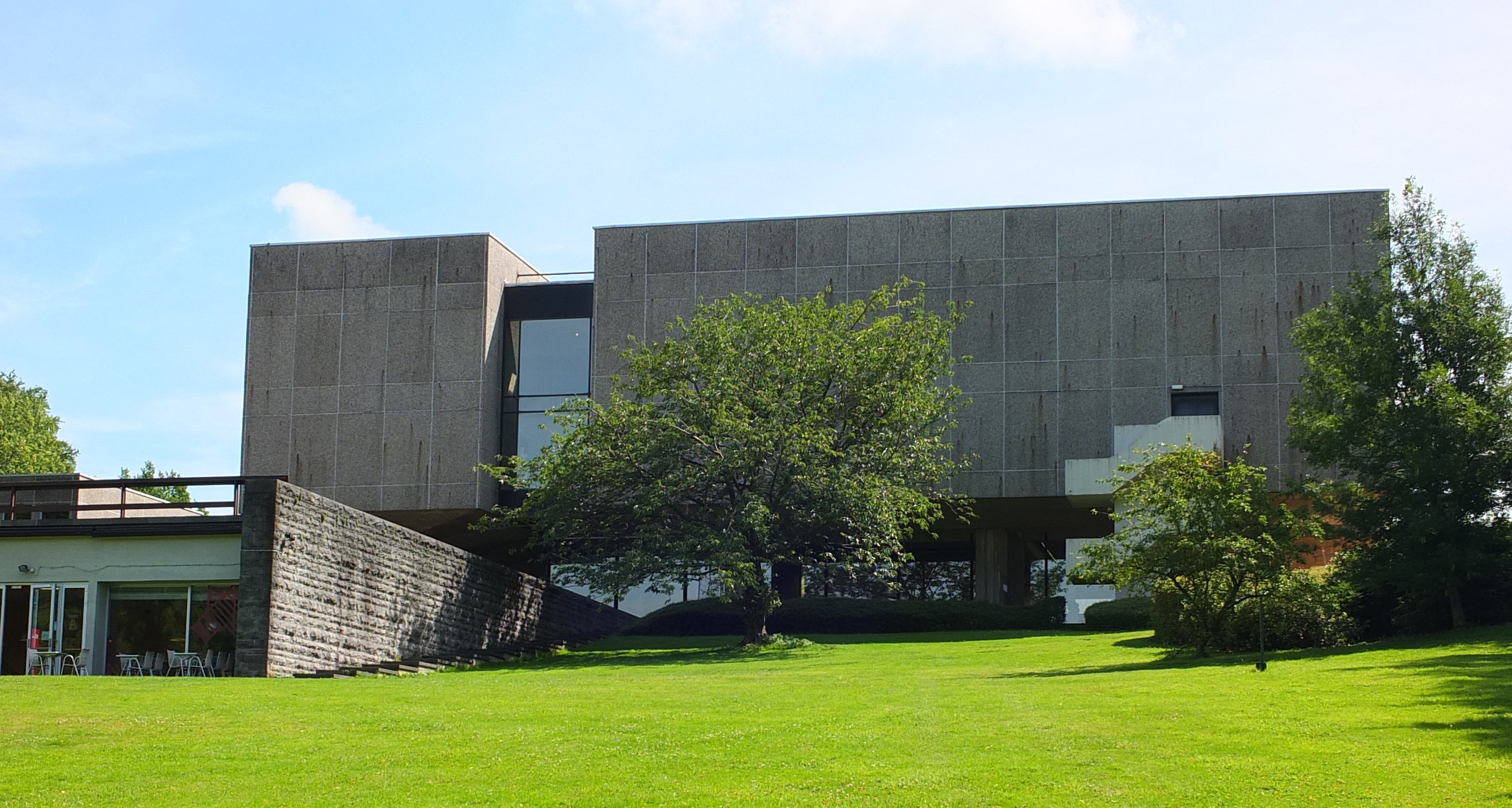
Le Musée Royal de Mariemont
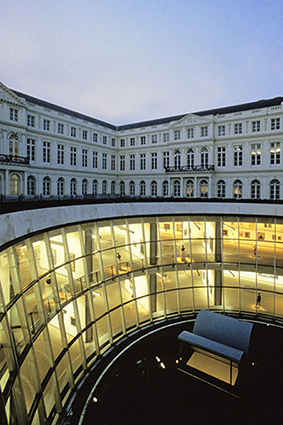
Le Musée d'Art moderne de Bruxelles
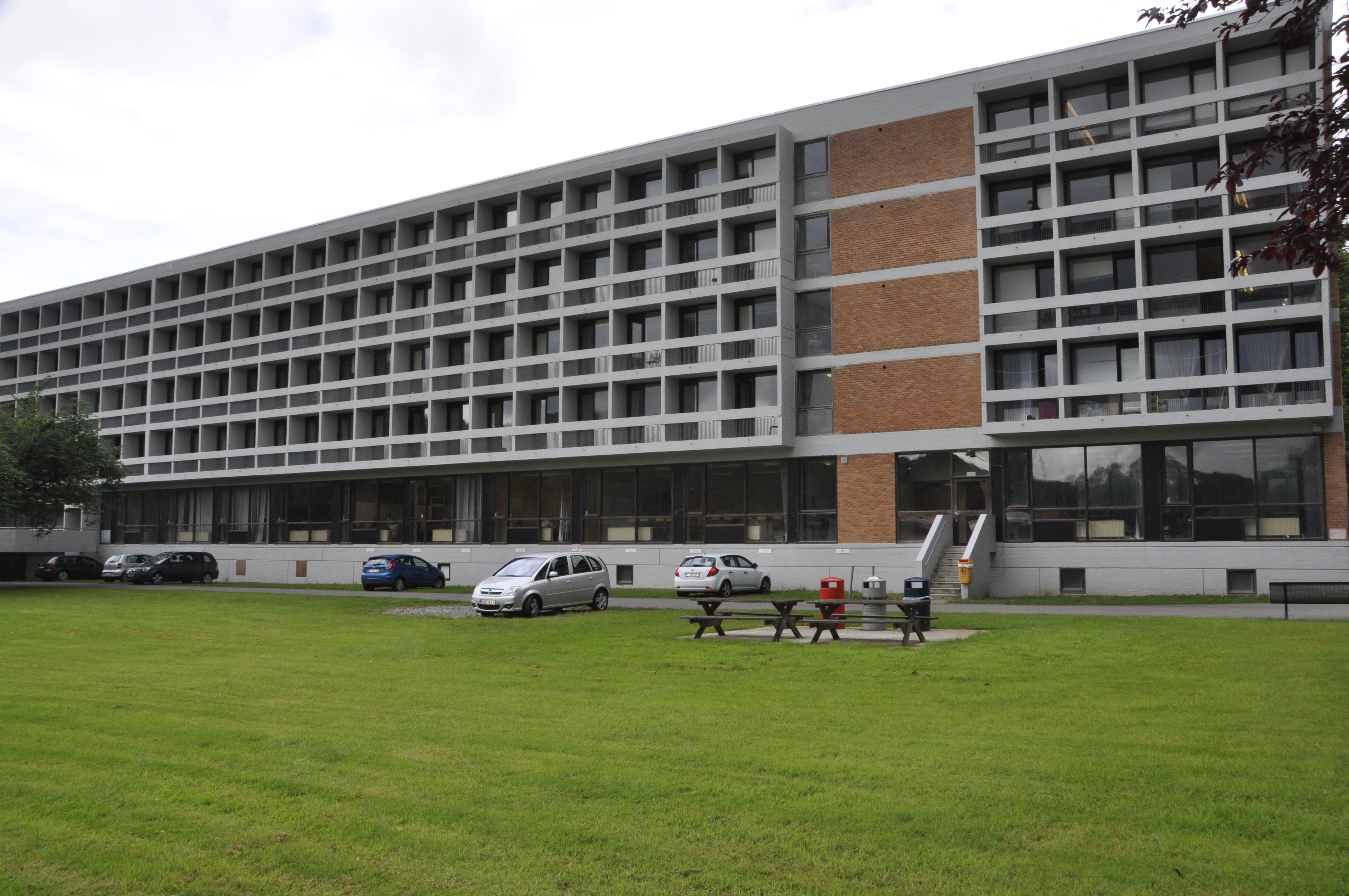
Le Grand Séminaire de Salzinnes, désormais Campus de la Haute Ecole de la Province de Namur
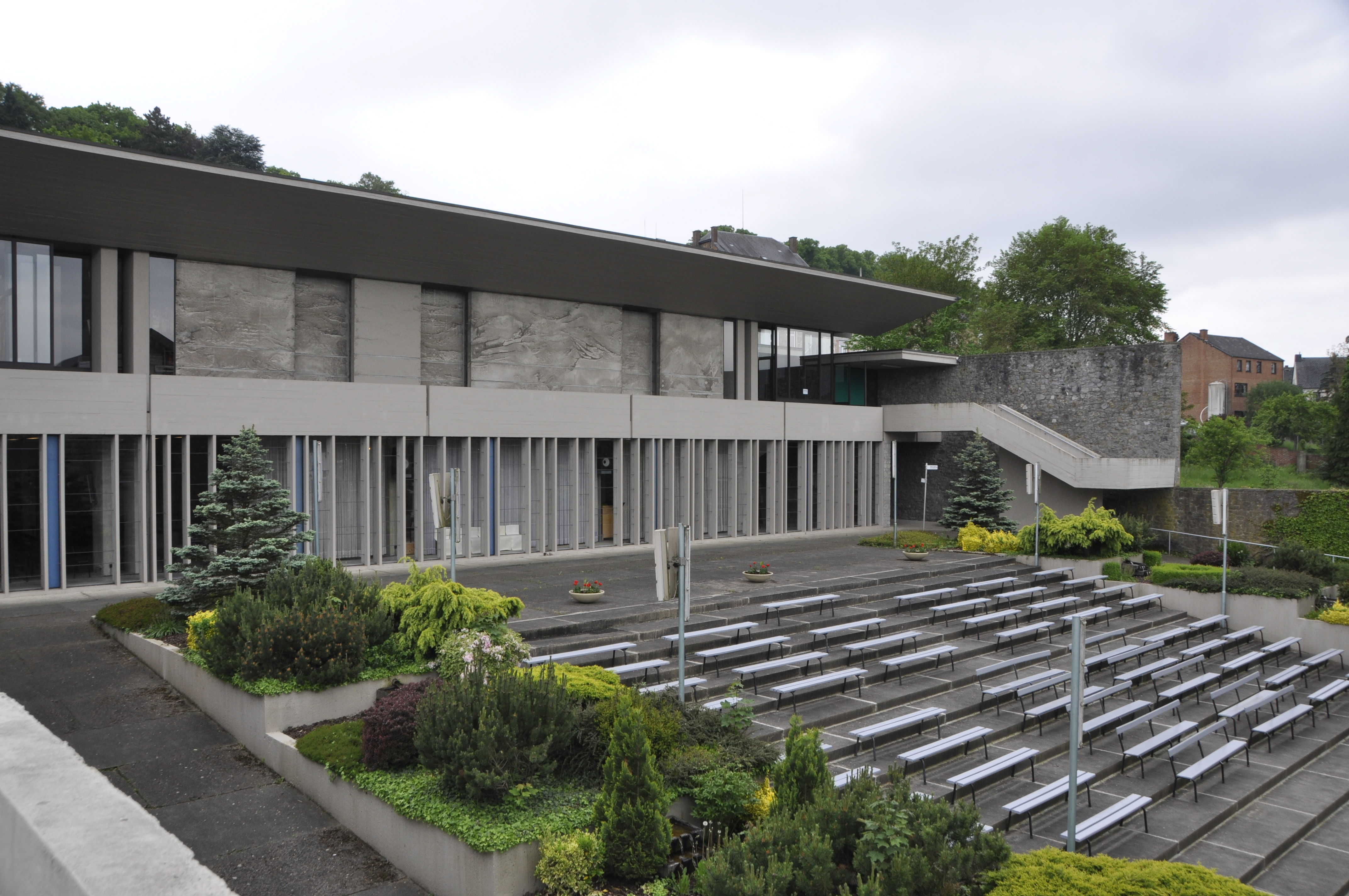
Sanctuaire Pro Maria de Beauraing